# Rodeo

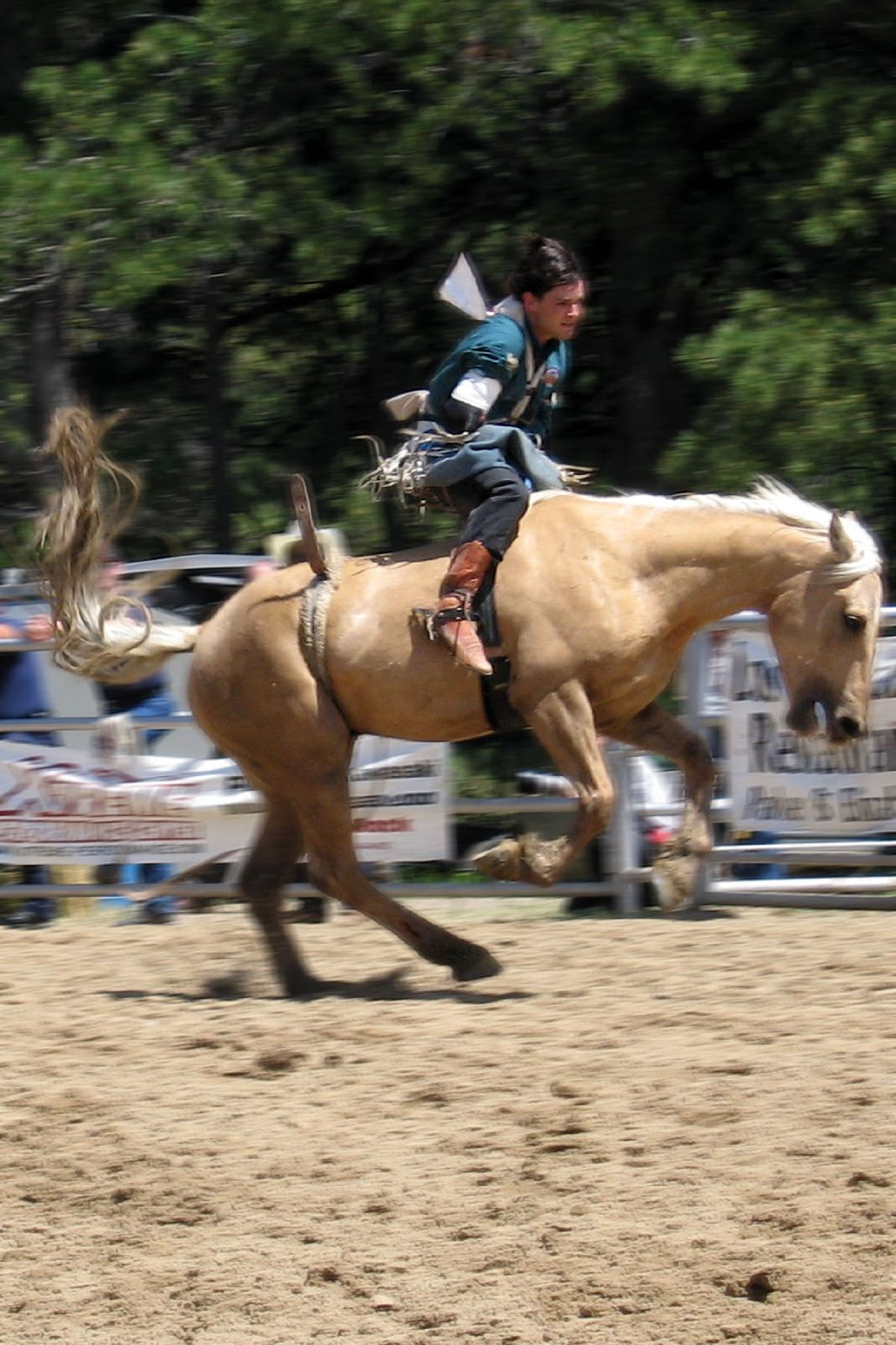
Prova clàssica de Cavall sense muntura, on el genet ha d'aguantar 8 segons sobre el bronco

El rodeo és un esport estatunidenc tradicional amb influències de la història dels vaquers mexicans i canadencs. Consisteix a muntar a pèl poltres salvatges o caps de bestiar bovins braus (com jònecs i toros) i realitzar diversos exercicis, com tirar el llaç, "rejonear", etc.

## Descripció i història
L'estil més difós és el nord-americà a causa de la influència d'aquest país, però té diferents variants.
La capital del rodeo a Mèxic és l'estat de Chihuahua, del qual prové l'abillament del vaquer que després seria adoptat pels estatunidencs.
S'estima que el rodeo és seguit per al voltant de 30 milions d'aficionats, que assisteixen a grans festivals realitzats principalment a l'oest dels Estats Units. El rodeo es va originar com a extensió de les vides quotidianes dels vaquers americans; el bestiar que qualificaven i el muntar a cavall i l'entrenament de cavalls bucking joves van fer una progressió natural a la competició entre els vaquers.
Els espanyols que van colonitzar el nord de la Nova Espanya que incloïa Texas, Nou Mèxic, Califòrnia i el nord de l'actual Mèxic, van portar gran nombre de caps de bestiar per poblar les vastes planes.
Després que aquell extens territori mexicà va passar a formar parteix dels Estats Units, molts immigrants angloamericans i irlandesos es van establir als nous territoris incorporant-se ràpidament a les activitats vaqueres dels texans.
El terme "rodeo", del vocable castellà "ruedo", va començar a utilitzar-se als Estats Units a partir del territori pres a Mèxic el segle xix.
El "jaripeo", que va donar origen al rodeo i a la festa dels charros, data del Mèxic de principis del segle xix i fins i tot de l'època de la Colònia Espanyola, a partir de feines que els vaquers i domadors de cavalls realitzaven en corrals i ruedos.
El jaripeo com esport es practica en pobles i barris de ciutats en espais improvisats a diferència del ruedo estil estatunidenc (que també és practicada a Mèxic) i de la charrería.
Es pot esmentar que a Xile tenen com a esport nacional el rodeo xilè. Esport que és practicat per personatges equivalents als vaquers, anomenats huasos; però que és practicat amb característiques diferents a què presenta el rodeo del nord del continent.

## Proves de rodeo

### Cavall amb muntura
Aquesta prova és la més clàssica d'un rodeo. Consisteix que un genet ha de romandre assegut durant 8 segons sobre un cavall bronc agitat i donant tombs. El vaquer utilitza una sella de muntar amb estreps i una regna trenada de dos metres de llarg. És la prova més popular i la que més sintonia té a en la televisió.

### Fer caure el vedell
En aquesta prova el genet ha d'intentar fer caure un vedell amb un pes aproximat de tres a cinc vegades el pes del concursant. Amb el seu "arreador" cavalcant paral·lelament al vedell assegura que corri en línia recta.

### Llaç doble
El llaç doble és l'únic esdeveniment del rodeo on dos vaquers concursen com a parella. El "marmessor" llaça les banyes del vedell i cavalca a l'esquerra. Llavors el "talonero" comença a treballar, llaçant les dues potes posteriors del vedell. La parella que aconsegueixi llaçar les dues potes posteriors del vedell és la vencedora.

### Cavall amb Pretal
Un genet que realitza la sort de Bronco amb Pretal es col·loca d'un salt a la meitat del llom d'un cavall bronc de 545 quilos, que es troba saltant i trepitjant agitadament i violentament, i intenta romandre assegut sobre ell per un període de 8 segons, amb l'ajuda de cadira, regnes o estreps. La seva única agafadora són les cordes de pell i cuir que es col·loquen al voltant del cavall.

### Llaç Senzill

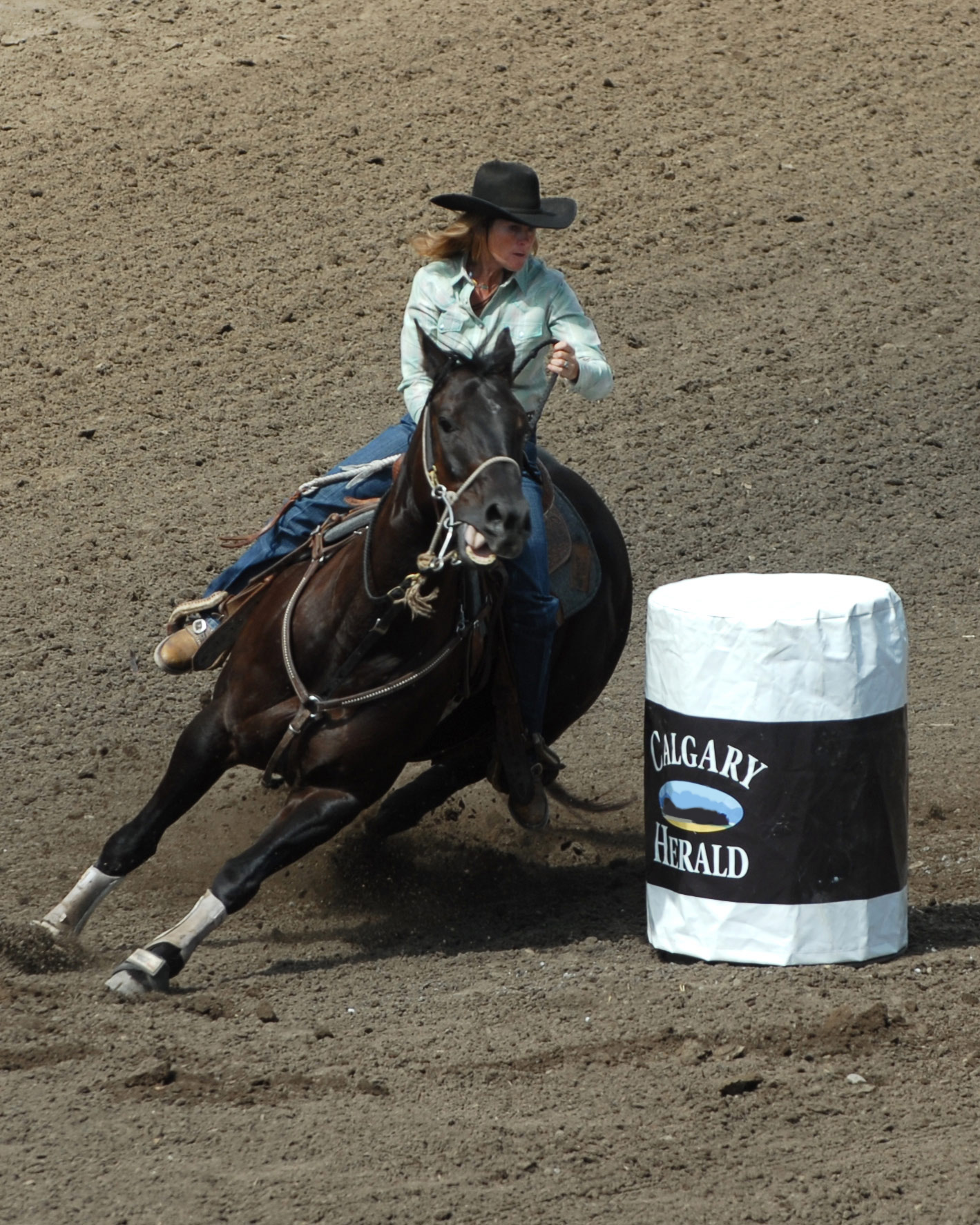
Una amazona en una prova de barrileras.

El vaquer ha "d'atrapar" el seu vedell amb un llaç, abaixar-se del cavall i córrer cap al vedell, tirar a l'animal de 140 kg a terra, ajuntar tres potes del vedell i amarrar-les amb una corda de 2 metres i llançar les seves mans cap amunt en acabar la seva carrera.

### Barrileras
Les curses de barrileras mostren l'agilitat i velocitat del cavall, així com l'habilitat i control del genet. El cavall i el genet corren al voltant d'un dels barrils col·locats en forma de trèvol, iniciant i acabant en la mateixa línia. L'han de realitzar en el menor temps possible, a més si es fa caure una barrilera es descompta temps. En aquesta prova generalment hi participen dones.

### Munta de Toro
Aquesta prova és molt popular i alhora és una de les més perilloses. El genet entrellaça una corda plana al voltant del seu guant per ajudar-lo a sostenir-se en l'animal. El genet ha de romandre sobre l'animal per un límit de temps. Són múltiples les fractures que pot tenir un genet amb una mala caiguda.

## Crítiques
Aquest esport és criticat per alguns grups que defensen els drets dels animals.